# أحماض أمينية أساسية في الغذاء النباتي
الأحماض الأمينية الأساسية هي أحماض أمينية ضرورية لبناء البروتينات في الكائن الحي. مصدر الأحماض الأمينية الأساسية الكاملة هو طعام حيواني ونباتي.

## الأحماض الأمينية الأساسية في الغذاء النباتي
الأحماض الأمينية الأساسية هي أحماض أمينية ضرورية لبناء البروتينات في الكائن الحي ولكن لا يمكن تصنيعها بواسطة الكائن الحي نفسه، وبالتالي يجب توفيرها في النظام الغذائي. في حالة البشر، يوجد 9 أحماض أمينية أساسية: هستيدين، إيزولوسين، لايسين، ليوسين، ميثيونين، فينيل ألانين، ثريونين، تريبتوفان، وفالين.
مصدر الأحماض الأمينية الأساسية الكامل هو كل من الأغذية الحيوانية والنباتية. يختلف محتوى الأحماض الأمينية الأساسية في النباتات نظرًا لوجود مجموعة كبيرة ومتنوعة من النباتات. بالنظر إلى محتوى الأحماض الأمينية الأساسية في الأطعمة، بشكل عام، تحتوي النباتات بشكل عام على نسبة أقل من البروتينات مقارنة بالطعام الحيواني. لا تحتوي بعض الأطعمة النباتية على تركيبة كاملة من الأحماض الأمينية الأساسية مثل: بعض البراعم والمانجا والأناناس والليمون والبطيخ. جميع أنواع المكسرات والبذور والفاصوليا والبازلاء غنية بالبروتينات. يتم عرض تكوين الأحماض الأمينية الأساسية في الأطعمة النباتية المختارة بالإضافة إلى الكمية الغذائية الموصى بها في الجدول أدناه.
| محتوى الأحماض الأمينية الأساسية في الأطعمة النباتية (ملغم / 100 غم) بالمقارنة مع الكمية الغذائية اليومية المرجعية (لرجل وزنه 70 كغم (ملغم)) وصدر دجاج. | محتوى الأحماض الأمينية الأساسية في الأطعمة النباتية (ملغم / 100 غم) بالمقارنة مع الكمية الغذائية اليومية المرجعية (لرجل وزنه 70 كغم (ملغم)) وصدر دجاج. | محتوى الأحماض الأمينية الأساسية في الأطعمة النباتية (ملغم / 100 غم) بالمقارنة مع الكمية الغذائية اليومية المرجعية (لرجل وزنه 70 كغم (ملغم)) وصدر دجاج. | محتوى الأحماض الأمينية الأساسية في الأطعمة النباتية (ملغم / 100 غم) بالمقارنة مع الكمية الغذائية اليومية المرجعية (لرجل وزنه 70 كغم (ملغم)) وصدر دجاج. | محتوى الأحماض الأمينية الأساسية في الأطعمة النباتية (ملغم / 100 غم) بالمقارنة مع الكمية الغذائية اليومية المرجعية (لرجل وزنه 70 كغم (ملغم)) وصدر دجاج. | محتوى الأحماض الأمينية الأساسية في الأطعمة النباتية (ملغم / 100 غم) بالمقارنة مع الكمية الغذائية اليومية المرجعية (لرجل وزنه 70 كغم (ملغم)) وصدر دجاج. | محتوى الأحماض الأمينية الأساسية في الأطعمة النباتية (ملغم / 100 غم) بالمقارنة مع الكمية الغذائية اليومية المرجعية (لرجل وزنه 70 كغم (ملغم)) وصدر دجاج. | محتوى الأحماض الأمينية الأساسية في الأطعمة النباتية (ملغم / 100 غم) بالمقارنة مع الكمية الغذائية اليومية المرجعية (لرجل وزنه 70 كغم (ملغم)) وصدر دجاج. | محتوى الأحماض الأمينية الأساسية في الأطعمة النباتية (ملغم / 100 غم) بالمقارنة مع الكمية الغذائية اليومية المرجعية (لرجل وزنه 70 كغم (ملغم)) وصدر دجاج. | محتوى الأحماض الأمينية الأساسية في الأطعمة النباتية (ملغم / 100 غم) بالمقارنة مع الكمية الغذائية اليومية المرجعية (لرجل وزنه 70 كغم (ملغم)) وصدر دجاج. | محتوى الأحماض الأمينية الأساسية في الأطعمة النباتية (ملغم / 100 غم) بالمقارنة مع الكمية الغذائية اليومية المرجعية (لرجل وزنه 70 كغم (ملغم)) وصدر دجاج. |
| | الهيستيدين | إيزولوسين | ليوسين | لايسين | ميثيونين + سيستين | فينيل ألانين + تيروزين | ثريونين | التربتوفان | فالين | إجمالي محتوى الأحماض الأمينية الأساسية |
| --- | --- | --- | --- | --- | --- | --- | --- | --- | --- | --- |
| الكمية الغذائية اليومية المرجعية | 700 | 1400 | 2730 | 2100 | 1050 | 1750 | 1050 | 280 | 1820 | 12880 |
| صدر دجاج، نيئ | 839 | 1104 | 1861 | 2163 | 821 | 1718 | 1009 | 283 | 1165 | 10963 |
| فول الصويا، بذور ناضجة، نيئة | 1097 | 1971 | 3309 | 2706 | 1202 | 3661 | 1766 | 591 | 2029 | 18332 |
| الكاجو الخام | 456 | 789 | 1472 | 928 | 755 | 1459 | 688 | 287 | 1094 | 7928 |
| بذور اليقطين والقرع المحمص | 770 | 1265 | 2388 | 1220 | 922 | 2790 | 985 | 569 | 1559 | 12468 |
| فاصوليا بيضاء، بذور ناضجة، نيئة | 650 | 1031 | 1865 | 1603 | 605 | 1921 | 983 | 277 | 1222 | 10157 |
| البازلاء والبذور الناضجة الخام | 586 | 983 | 1680 | 1771 | 468 | 1669 | 813 | 159 | 1035 | 9164 |
| كينوا خام | 407 | 504 | 840 | 766 | 512 | 860 | 421 | 167 | 594 | 5071 |
| القمح الصلب | 322 | 533 | 934 | 303 | 507 | 1038 | 366 | 176 | 594 | 4773 |
| أرز أبيض خام | 153 | 281 | 538 | 235 | 286 | 565 | 233 | 75 | 397 | 2763 |
| التوفو الخام والعادي | 221 | 435 | 713 | 452 | 137 | 787 | 402 | 120 | 446 | 3713 |

1 تم اختيار دجاجة واحدة لأنها أكثر غذاء حيواني يتم تناوله ولديها واحدة من أعلى كمية من الأحماض الأمينية الأساسية بين الأطعمة الحيوانية.
يحتوي فول الصويا على أعلى محتوى من الأحماض الأمينية الأساسية ولكن هناك عامل مهم آخر وهو تكوين الأحماض الأمينية الأساسية. كما نرى فإن كمية بعض الأحماض الأمينية الأساسية أقل. على سبيل المثال، تحتوي بذور اليقطين على الرغم من ارتفاع محتوى الأحماض الأمينية الأساسية فيها على نسبة منخفضة من اللايسين. من المؤشرات الجيدة حساب عينة الغذاء التي تفي بمتطلبات منظمة الصحة العالمية من تناول الأحماض الأمينية الأساسية. يوضح الجدول أدناه أصغر عينة غذاء مطلوبة لتوفير جميع الأحماض الأمينية الأساسية وفقًا لـ الكمية الغذائية اليومية المرجعية لكل حمض أميني أساسي.
| كميات عينات الأطعمة المطلوبة لتوفير حد أدنى من كل الأحماض الأمينية الأساسية لتساوي البدلات الغذائية الموصى بها (لرجل 70 كغم) | كميات عينات الأطعمة المطلوبة لتوفير حد أدنى من كل الأحماض الأمينية الأساسية لتساوي البدلات الغذائية الموصى بها (لرجل 70 كغم) | كميات عينات الأطعمة المطلوبة لتوفير حد أدنى من كل الأحماض الأمينية الأساسية لتساوي البدلات الغذائية الموصى بها (لرجل 70 كغم) | كميات عينات الأطعمة المطلوبة لتوفير حد أدنى من كل الأحماض الأمينية الأساسية لتساوي البدلات الغذائية الموصى بها (لرجل 70 كغم) | كميات عينات الأطعمة المطلوبة لتوفير حد أدنى من كل الأحماض الأمينية الأساسية لتساوي البدلات الغذائية الموصى بها (لرجل 70 كغم) | كميات عينات الأطعمة المطلوبة لتوفير حد أدنى من كل الأحماض الأمينية الأساسية لتساوي البدلات الغذائية الموصى بها (لرجل 70 كغم) | كميات عينات الأطعمة المطلوبة لتوفير حد أدنى من كل الأحماض الأمينية الأساسية لتساوي البدلات الغذائية الموصى بها (لرجل 70 كغم) | كميات عينات الأطعمة المطلوبة لتوفير حد أدنى من كل الأحماض الأمينية الأساسية لتساوي البدلات الغذائية الموصى بها (لرجل 70 كغم) | كميات عينات الأطعمة المطلوبة لتوفير حد أدنى من كل الأحماض الأمينية الأساسية لتساوي البدلات الغذائية الموصى بها (لرجل 70 كغم) | كميات عينات الأطعمة المطلوبة لتوفير حد أدنى من كل الأحماض الأمينية الأساسية لتساوي البدلات الغذائية الموصى بها (لرجل 70 كغم) |
| الدجاج | فول الصويا | الكاجو | بذور اليقطين | الفاصولياء | البازيلاء | الكينوا | القمح | الأرز | التوفو |
| --- | --- | --- | --- | --- | --- | --- | --- | --- | --- |
| 156 غم | 90 غم | 226 غم | 172 غم | 173 غم | 224 غم | 325 غم | 693 غم | 893 غم | 766 غم |

يحتوي فول الصويا على أصغر عينة طعام توفر بروتينًا كاملاً، وأصغر من العديد من الأطعمة الحيوانية. عينات الطعام للمكسرات والبذور والفاصوليا والبازلاء أكبر من عينة الدجاج، وفي حالة الأرز، العينة ببساطة غير عملية - الحقيقة المعروفة هي أن الحبوب ليست المصدر الرئيسي للبروتينات.

## روابط خارجية
- ما مقدار البروتين الذي تحتاجه؟ "، مغيرات اللعبة
- تقييم المختبر للقيمة الغذائية لوجبة فول الصويا الموسعة للأبقار الحلوب
- فول الصويا
- "الصورة الأكبر" ، مغيرو اللعبة